# El Freixe
El Freixe és una masia situada al municipi d'Avinyó, a la comarca catalana del Bages. A l'estiu del 2017, el bosc de la zona fou afectat per un incendi forestal.